# Eochaid (Schottland)
Eochaid (auch Eochu oder Eochaidh geschrieben) war schottischer König von 878 bis 889 und herrschte zusammen mit Giric. Er war der Neffe seines Vorgängers Aedh und Cousin seines Nachfolgers Donald II.
Eochaid war nicht berechtigt, gemäß dem Tanistry-System den schottischen Thron zu besteigen, weil er von der Tochter der königlichen Linie abstammte. Da er jedoch Ambitionen auf den Titel des Königs hatte, verbündete er sich mit Giric, um seinen Onkel Aedh gewaltsam von der Macht zu verdrängen. Als er dann jedoch selbst König war, musste er die Herrschaft über Schottland mit Giric teilen. Es darf angenommen werden, dass die beiden kein gutes Verhältnis zueinander hatten.
Es wird angenommen, dass Eochaid die Dienste seines Cousins Donald in Anspruch nahm, um Giric loszuwerden. Doch Donald bestieg 889 selbst den Thron und zwang Eochaid, ins Exil zu gehen. Das Datum und der Ort von Eochaids Tod sind nicht bekannt.
Trotz der wenigen vorhandenen Informationen gilt als gesichert, dass Eochaid der erste war, der der schottischen Kirche die Unabhängigkeit vom Staat gewährte. Die Kirche war zuvor den Gesetzen und Regelungen der Pikten unterworfen gewesen.